# Topazik szkarłatny
Topazik szkarłatny (Topaza pella) – gatunek średniej wielkości osiadłego ptaka z rodziny kolibrowatych (Trochilidae). Zasiedla północną Amerykę Południową. Nie jest zagrożony.

## Systematyka i zasięg występowania
Międzynarodowy Komitet Ornitologiczny (IOC) wyróżnia trzy podgatunki T. pella:
- T. p. pella (Linnaeus, 1758) – wschodnia Wenezuela, północna Brazylia, Gujana i Surinam,
- T. p. smaragdulus (Bosc, 1792) – Gujana Francuska i północno-wschodnia Brazylia (na północ od Amazonki),
- T. p. microrhyncha A.L. Butler, 1926 – północno-środkowa Brazylia (na południe od Amazonki).

Dawniej za podgatunek T. pella uznawano też topazika ognistego (T. pyra), klasyfikowanego obecnie jako osobny gatunek.

## Morfologia
Drugi co do wielkości koliber, zaraz po giganciku. Wymiary:
- samce: długość ciała 21–23 cm, w tym dziób 2,5 cm i ogon 8,6–12,2 cm; masa ciała 11–18 g,
- samice: długość ciała 13–14 cm, masa ciała 9–12,5 g.

Występuje wyraźny dymorfizm płciowy. Długi, szaroniebieski i zagięty dziób. Samiec ma całe czarne i opalizujące boki gardła z piersią, szaroniebieska obrączka oczna. Poza tym cały wierzch ciała, łącznie z barkówkami i ogonem czerwone. Dwie długie, zewnętrzne sterówki krzyżują się. Samo gardło złote, opalizujące, od reszty ciała odgraniczone grubą, czarną półobrożą. Żółte, opalizujące pokrywy podogonowe. Samica prawie cała zielona, złocistozielone gardło i czerwone sterówki.

## Ekologia i zachowanie
Jego środowisko to nizinne wilgotne lasy równikowe, nierzadko wokół wychodni granitu i wzdłuż rzek. Zazwyczaj przebywa w koronach drzew. Składa 2 jaja. Odżywia się nektarem.

## Status
Międzynarodowa Unia Ochrony Przyrody (IUCN) uznaje topazika szkarłatnego za gatunek najmniejszej troski (LC – least concern) nieprzerwanie od 1988 roku. Całkowita liczebność populacji nie została oszacowana; w 1996 roku opisywany był jako „rzadki”. Trend liczebności populacji jest spadkowy.